# Kurpark Schierke

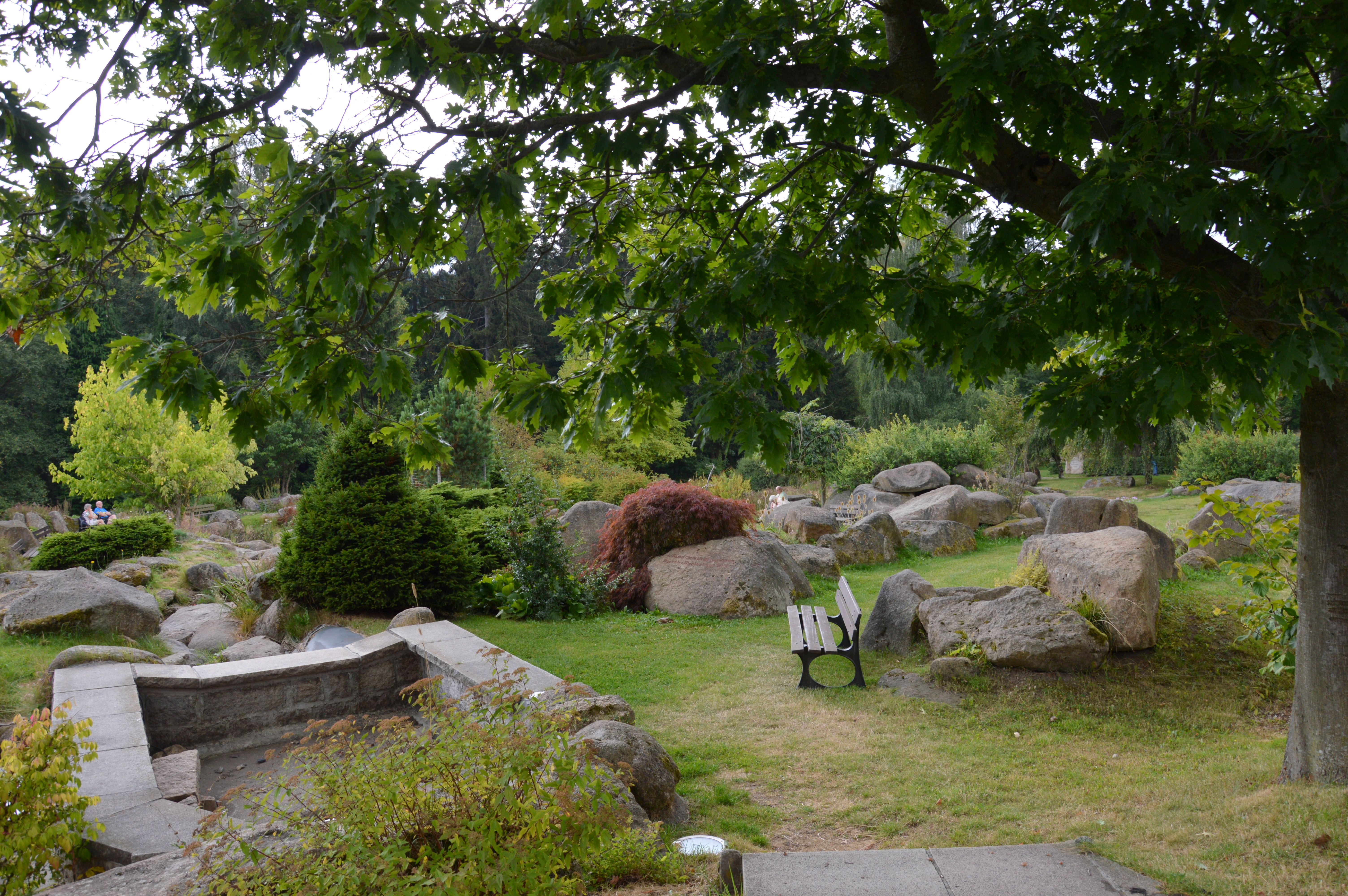
Blick von der Brockenstraße in den Kurpark Schierke

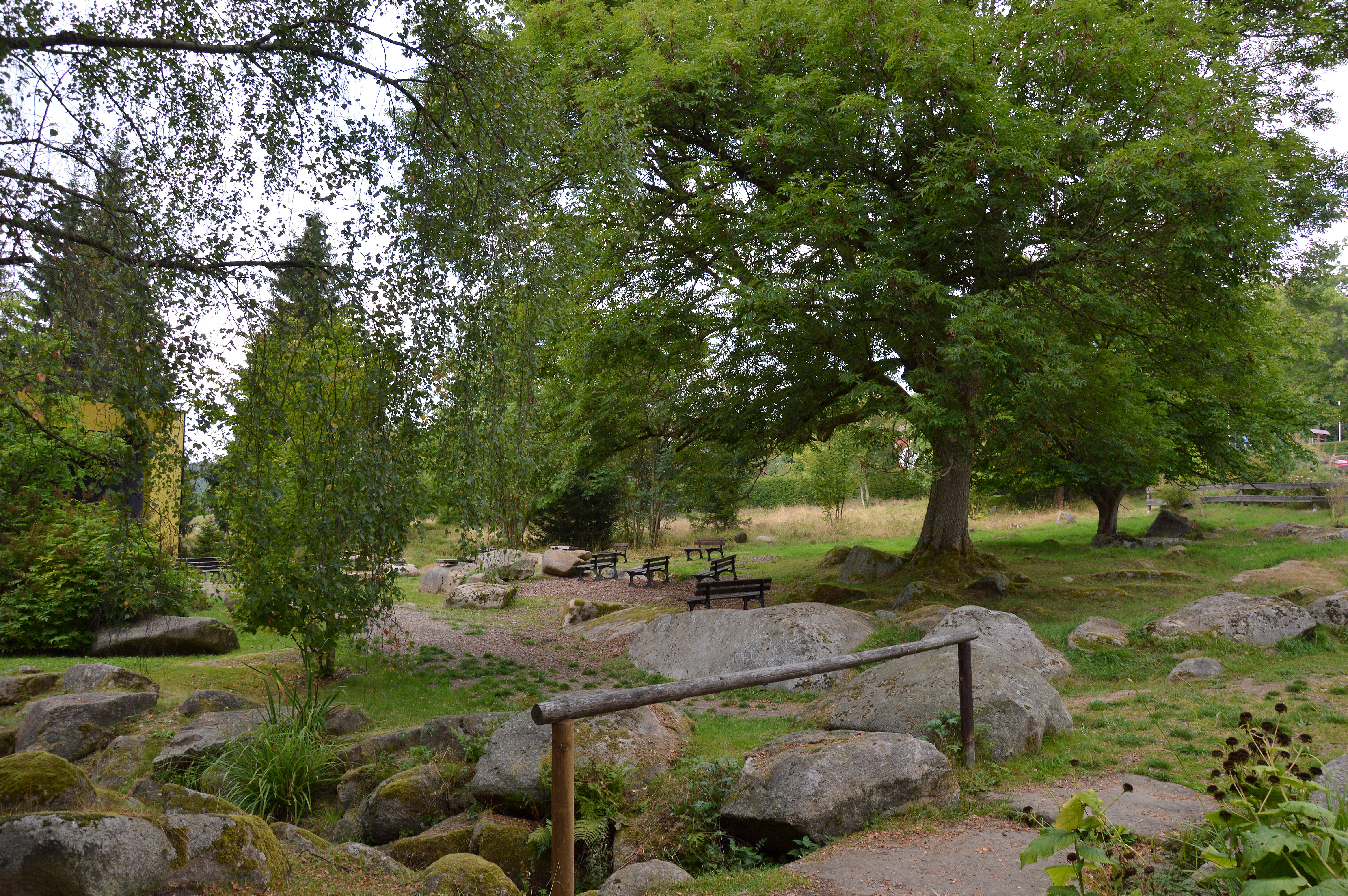
Kurpark Schierke

Der Kurpark Schierke ist ein Kurpark im zur Stadt Wernigerode in Sachsen-Anhalt gehörenden Dorf Schierke.

## Lage
Er befindet sich im Ortszentrum Schierkes auf der Südseite der Brockenstraße. Das Gelände fällt hier von der Brockenstraße nach Süden zur Kalten Bode hin ab. Südöstlich des Parks liegt die Feuerstein-Arena.

## Anlage und Geschichte
Der Kurpark ist naturnah gestaltet. Markant sind große Granitblöcke, Wasserspiele und der Heilige See. Auf Initiative des Schierker Einwohners Roman Warnicke wurden auf verschiedene Granitblöcke im Park Zitate aus Johann Wolfgang von Goethes Faust II eingemeißelt. Im 5. Akt des Werks beschreibt Goethe die Gegend, in die er auch selbst gereist war.
Im südwestlichen Bereich des Kurparks bestand die denkmalgeschützte Freilichtbühne Schierke, die jedoch Anfang des 21. Jahrhunderts zerstört wurde und nur noch in Resten vorhanden ist. Als Ersatz wurde an anderer Stelle im Park eine neue Freilichtbühne errichtet.
Im Kurpark finden verschiedene Veranstaltungen statt. Dazu gehören die Schierker Wintersportwochen, die Walpurgisfeier, der Schierker Musiksommer und das Festival Fantasia.